# Союз коммунистов
Сою́з коммуни́стов (нем. Bund der Kommunisten) — тайная революционная организация, созданная в 1847 году в Лондоне. Её основой был Союз справедливых, который под влиянием Карла Маркса и Фридриха Энгельса воспринял марксистскую теорию. 
В 1848 году союз выдвинул следующую программу:

I. Вся Германия объявляется единой, неделимой республикой.
3. Народные представители получают вознаграждение, для того чтобы и рабочий имел возможность заседать в парламенте немецкого народа.
4. Всеобщее вооружение народа.
7. Земельные владения государей и прочие феодальные имения, все рудники, шахты и т. д. обращаются в собственность государства. На этих землях земледелие ведется в интересах всего общества в крупном масштабе и при помощи самых современных научных способов.
8. Закладные на крестьянские земли объявляются собственностью государства. Проценты по этим ипотекам уплачиваются крестьянами государству.
9. В тех областях, где распространена аренда, земельная рента или арендная плата уплачивается государству в виде налога.
11. Государство берёт в свои руки все средства транспорта: железные дороги, каналы, пароходы, дороги, почтовые станции и т. д. Они обращаются в государственную собственность и предоставляются в распоряжение неимущего класса.
14. Ограничение права наследования.
15. Введение высоких прогрессивных налогов и отмена налогов на предметы потребления.
16. Учреждение национальных мастерских. Государство гарантирует всем рабочим средства к существованию и берет на себя попечение о неспособных к труду.
17. Всеобщее бесплатное народное образование. 

Осенью 1850 года  выступавшие за активизацию революционного движения в Германии члены союза во главе с А. Виллихом и К. Шаппером перенесли его деятельность в Кёльн, но большая часть членов союза была арестована в мае 1851 года.
Союз прекратил своё существование в 1852 году (формально распущен после судебного процесса над 11 его членами в Кёльне), однако несмотря на это, стал предтечей для социалистических и коммунистических партий во всём мире и вдохновил своей деятельностью создание Международного товарищества трудящихся.